# Tryckfärg
Tryckfärg är sådan färg som används vid tryckning av till exempel böcker, illustrationer, tidningar och accidenstryck, som visitkort, inbjudningskort och reklamblad, och andra trycksaker. Tryckfärger är antingen svarta eller kulörta och består av bindemedel och pigment, efter behov ingår också mindre mängder av olika slags tillsatsmedel såsom torkmedel, vätmedel, lösningsmedel och vax, detta för att tryckfärgen skall få rätt konsistens och egenskaper för den tryckteknik den är avsedd för och rätt egenskaper för sitt ändamål. 